# Sergio Bufarini
Sergio Antonio Bufarini (La Carlota, Córdoba, 20 de septiembre de 1963) es un exfutbolista argentino. Jugaba de delantero y militó en diversos clubes de Argentina, Chile, Perú y El Salvador. Fue campeón de la Copa Libertadores 1984 con Independiente, siendo titular en muchos partidos y convirtiendo un gol clave contra Olimpia de Paraguay , luego de una gran jugada de Ricardo Bochini y Alejandro Barberón.

## Trayectoria
Bufarini nació en La Carlota el 20 de septiembre de 1963 y tras la aprobación de Ernesto Duchini pasó la prueba para llegar al “Rojo”, los que peinan canas recuerdan que la Tercera de Independiente llegó para hacer un partido con la Primera de Ross y que le pusieron una marca rústica, de un tal Pedro Monzón, para ver como reaccionaba, y pasó la prueba.
Llegó y se hizo un lugar en un plantel plagado de figuras como Ricardo Bochini, Claudio Marangoni y Jorge Burruchaga, entre muchos más. “Era un equipo completo desde el DT, dirigentes, doctores utileros. El técnico (José Pastoriza) era muy de unir al grupo y la mayoría éramos de las inferiores”. 
En Primera División de AFA disputó 88 partidos y convirtió 15 goles, aunque el que lo transformó en inolvidable fue por Copa Libertadores, en el último compromiso de su zona, el 24 de abril de 1984. Independiente caía 2 a 1 con Olimpia de Paraguay y se quedaba eliminado, a los 15 minutos del segundo tiempo, Pastoriza lo mandó a la cancha, minutos después llegó el empate – Burruchaga de penal – y en el último suspiro del partido empujó el balón a la red del arquero Almeida y dejó a Independiente a un paso de las semifinales.
De los 10 partidos de esa Copa Libertadores, el carlotense estuvo en 6, jugó 4 de titular y en otras 2 ingresó como suplente, convirtió 2 goles y no recibió tarjetas. El otro gol de Bufarini en esa Copa fue ante Universidad Católica de Chile como local, por uno de los grupos-semifinal. Fue bajo una torrencial lluvia, esa noche el por entonces presidente Raúl Alfonsín dio el puntapié inicial del juego. El encuentro terminó con victoria de los de Pastoriza por 2 a 0.
En la final de ida ante Gremio de Porto Alegre, Independiente jugó uno de los mejores partidos de la época y se trajo la victoria por 1 a 0 que lo consagró tras empatar sin goles en la revancha de Avellaneda. En ese juego el carlotense hizo un gran trabajo tapando la salida del defensor uruguayo Hugo De León. 
Ese equipo se consagraría en la Libertadores 1984 y en la Copa Intercontinental de ese año frente al Liverpool de Inglaterra, aunque Bufarini no formó parte de esa conquista. 
Luego pasó por Deportivo Armenio, Platense, Temperley, O’Higgins de Chile, Instituto, Talleres de Remedio de Escalada, Alianza de El Salvador (campeón y goleador), Comunicaciones de Guatemala (goleador, ídolo y dos veces subcampeón), Huachipato de Chile, Cultural Argentino de General Pico y San Agustín y León de Huánuco de Perú, se retiró en 1997.

## Clubes
| Club                 | País        | Año       |
| -------------------- | ----------- | --------- |
| Deportivo Armenio    | Argentina   | 1982-1983 |
| Independiente        | Argentina   | 1984-1985 |
| Deportivo Armenio    | Argentina   | 1985      |
| Platense             | Argentina   | 1985-1986 |
| Temperley            | Argentina   | 1986-1987 |
| O'Higgins            | Chile       | 1988      |
| Deportes Concepción  | Chile       | 1989      |
| Instituto de Córdoba | Argentina   | 1989-1991 |
| San Agustín          | Perú        | 1991      |
| León de Huánuco      | Perú        | 1992      |
| Talleres (RdE)       | Argentina   | 1992-1993 |
| Alianza              | El Salvador | 1993-1994 |
| Huachipato           | Chile       | 1995-1997 |

## Palmarés

### Campeonatos nacionales
| Título                          | Club       | País        | Año     |
| ------------------------------- | ---------- | ----------- | ------- |
| Primera División de El Salvador | Alianza FC | El Salvador | 1993-94 |

### Campeonatos internacionales
| Título            | Club          | Sede final | Año  |
| ----------------- | ------------- | ---------- | ---- |
| Copa Libertadores | Independiente | Avellaneda | 1984 |